# 克明
克明（1817年—?），费莫氏，字又明，又字叔雨，号华廷，满洲镶黄旗人，清朝官员。道光己亥举人，甲辰进士。后选翰林院庶吉士，任翰林院侍读，河南乡试正考官，长芦盐运使。

## 家庭
- 嫡妻伊拉里氏，正蓝旗满洲、嘉庆辛未进士榮第女、繼妻黃氏
- 胞兄克昇，咸安宫官学生，道光庚子科举人
- 堂侄貴廉，文生员，咸安宫官学生
- 女一，嫁闽浙总督觉罗伍拉納曾孙、山东巡抚觉罗崇恩之子直隸布政使觉罗廷雍。[7]